# 이자벨 위페르
이자벨 안 마들렌 위페르(프랑스어: Isabelle Anne Madeleine Huppert, 1953년 3월 16일 ~ )는 프랑스의 배우이며, 1971년에 데뷔한 이래로 120편이 넘는 영화들에 출연했다. 총 16번으로, 여성 배우로는 세자르상에서 가장 많은 후보에 올랐다. 《의식》 (1995)과 《엘르》 (2016)로 두 번의 세자르상 여우주연상을 수상했다. 1994년에 5등급 국가 공로 훈장을 수여받았고 2005년에 4등급으로 격상되었다. 1999년에는 5등급 레지옹 도뇌르 훈장을 수여받았고 2009년에 4등급으로 격상됐다.

## 출연 작품

### 영화
- 세자르와 로잘리 (1972)
- 고환 (1974)
- 로즈버드 (1975)
- 판사와 살인자 (1976)
- 레이스 짜는 여인 (1977)
- 비올레트 노지에르 (1978)
- 브론테 자매 (1979)
- 인생 (1980)
- 룰루 (1980)
- 천국의 문 (1980)
- 대청소 (1981)
- 열정 (1982)
- 송어 (1982)
- 피에라 이야기 (1983)
- 우리들 사이 (1983)
- 베드룸 윈도우 (1987)
- 더 포제스드 (1988)
- 여자 이야기 (1988)
- 마담 보바리 (1991)
- 아마추어 (1994)
- 의식 (1995)
- 친화력 (1996)
- 사기 (1997)
- 애정의 운명 (2000, Les Destinées sentimentales)
- 초콜릿 고마워 (2000)
- 피아니스트 (2001)
- 8명의 여인들 (2002)
- 늑대의 시간 (2003)
- 내 어머니 (2004)
- 아이 하트 헉커비스 (2004)
- 코미디 오브 파워 (2006)
- 백인의 것 (2009)
- 판타스틱 Mr. 폭스 (2009) - 프랑스어 더빙
- 코파카바나 (2010)
- 비올레타 (2011)
- 마이 워스트 나이트메어 (2011)
- 아무르 (2012)
- 다른 나라에서 (2012)
- 잠자는 미녀 (2012)
- 나폴레옹 토레스 전투 (2012)
- 베일을 쓴 소녀 (2013)
- 퍼펙트 (2013)
- 엘리노어 릭비 (2013)
- 파리 폴리 (2014)
- 마카담 스토리 (2015)
- 라우더 댄 밤즈 (2015)
- 밸리 오브 러브 (2015)
- 다가오는 것들 (2016)
- 엘르 (2016)
- 클레어의 카메라 (2017) - 클레어 역
- 해피 엔드 (2017)
- 개들의 섬 (2018) - 통역사 역 (프랑스어 더빙)
- 마담 싸이코 (2018)
- 프랭키 (2019)
- 당나귀 EO (2022)
- 미시즈 해리스 파리에 가다 (2022) - 콜베르 역
- 여행자의 필요 (2024) - 이리스 역

### 텔레비전 드라마
- 성범죄수사대: SVU (2010)
- 연예인 매니저로 살아남기 (2015)